# گالش محله (بهشهر)
گالش محله (بهشهر)، روستایی از توابع بخش مرکزی شهرستان بهشهر در استان مازندران ایران است.

## جمعیت
این روستا در دهستان پنج هزاره قرار دارد و براساس سرشماری مرکز آمار ایران در سال ۱۳۸۵، جمعیت آن ۷۷ نفر (۱۸خانوار) بوده‌است. مردم این روستا از قومیت طبری هستند. مردم این روستا به زبان طبری (مازندرانی) سخن می‌گویند.